# Турну Рујени
Турну Рујени (рум. Turnu Ruieni) насеље је у Румунији у округу Караш-Северин у општини Турну Руени. Oпштина се налази на надморској висини од 303 m.

## Прошлост
По "Румунској енциклопедији" место Турну се први пут помиње 1467. године. Ту се налази "Овидијева кула" намењена за војна осматрања (висине 25 метара), коју је подигао Петар Петровић бан лугошки. Руени се јављају први пут 1458. године. Оба насеља су уништена ратне 1788. године.
Аустријски ревизор Ерлер је 1774. године констатовао да места "Руин" и "Турнул" припадају Тамишком округу, Карансебешког дистрикта. Села имају милитарски статус а становништво је било влашко.

## Становништво
Према подацима из 2011. године у насељу је живело 1599 становника.